# Bostrychia
Bostrychia es un género de aves pelecaniformes de la familia Threskiornithidae; incluye cuatro o cinco especies de ibis. Se distribuyen por el África subsahariana.

## Especies
Los autores reconocen las siguientes especies:
- Bostrychia bocagei - Ibis de Santo Tomé
- Bostrychia carunculata - Ibis carunculado
- Bostrychia hagedash - Ibis Hadada
- Bostrychia olivacea - Ibis oliváceo
- Bostrychia rara - Ibis moteado